# K-Wagen
K-Wagen (также Kolossal-wagen, Kolossal или просто K, иногда встречается название Großkampfwagen) — немецкий сверхтяжёлый танк периода Первой мировой войны. Отличался огромными размерами и весом, из-за чего представлял собой скорее не танк, а «подвижной форт». К концу войны ни один танк так и не был закончен полностью, а незаконченный первый экземпляр танка и детали второго сразу же по окончании войны были уничтожены.

## История создания
Уже в конце марта 1917 года Ставка главного командования войск Германии выдала главному инженеру Опытного отделения Инспекции автомобильных войск Йозефу Фольмеру задание на разработку танка колоссальных размеров для прорыва французских позиций на Западном фронте. Проект машины был утверждён военным министерством 28 июня того же года. В соответствии с проектом, получившим название Kolossal-Wagen (K-Wagen), планировалось создать танк массой в 150 тонн. Вооружение танка должны были составлять две или четыре 50-77-мм пушки, четыре пулемёта и два огнемёта. Машина имела два двигателя мощностью по 200—300 л. с. каждый и защищалась 30-мм бронёй. Экипаж состоял из 18 человек.
На постройку опытного экземпляра отводился год, однако потом Ставка сократила этот срок до 8 месяцев. По программе планировалось создать 100 танков «K-Wagen» (при начальном заказе на 10), что было весьма труднореализуемо, так как многие узлы и агрегаты приходилось разрабатывать заново. Кроме того, стоимость танка была очень высокой — один экземпляр стоил не менее 500 тысяч рейхсмарок, то есть общая стоимость всего проекта составляла порядка 50 миллионов рейхсмарок, что для обороняющейся Германской империи было бы неподъёмными расходами.
В апреле 1918 года началась постройка первых 10 танков типа «К». Контракт на постройку пяти машин был выдан фирме «Рибе» в Берлин-Вайсензее. Ещё пять машин должен был построить завод «Вагонфабрик Вегман» в Касселе. К концу войны на заводе «Рибе» был почти достроен первый экземпляр танка, для второго был построен только корпус и основные узлы и агрегаты (кроме двигателей). «Вагонфабрик Вегман» успела изготовить только детали бронекорпуса ещё одной машины. Однако после поражения Германии и подписания Версальского мирного договора все детали были отправлены на металлолом.

## Описание конструкции
Принципиально, «K-Wagen» представлял собой танк сверхтяжёлой массы со смешанным пушечно-пулемётным вооружением, установленным в спонсонах, и противопульным и противоосколочным бронированием.

### Корпус

Схема компоновки танка «К» (с оригинального чертежа)

Общая схема танка «К» была заимствована у английских танков — гусеницы охватывали корпус, а вооружение размещалось в бортовых спонсонах. Однако взаимное расположение отделений было аналогично A7VU: отделения управления и боевое располагались впереди, а моторно-трансмиссионное — сзади. При этом боевое отделение (без спонсонов) и моторно-трансмиссионное занимали примерно равный объём корпуса.
В отделении управления помещались два водителя. На крыше танка в передней части монтировалась цилиндрическая рубка управления (башенка) со смотровыми щелями по периметру и люком в крыше. Рубка предназначалась для командира танка и артиллерийского офицера.
Корпус танка собирался из больших катаных бронелистов, крепившихся к каркасу при помощи заклёпок и болтов. Спонсоны сложной в плане формы были выполнены съёмными для удобства транспортировки. В скошенных передней и задней стенках уширенной части спонсона были устроены орудийные амбразуры. На крыше спонсонов имелись вентиляционные решётки.
Для перевозки по железной дороге «К» мог разбираться на 15-20 частей.

### Вооружение
Артиллерийское вооружение танка составляло 4 77-мм капонирные пушки с полуавтоматическим затвором, взятые из форта Идштайнер. Орудия размещались в амбразурах спонсонов (по 2 орудия в каждом спонсоне). Качающаяся часть орудия крепилась на поворотной тумбе с полуцилиндрическим щитом и ограждением казённой части. Слева от ограждения находилось сиденье наводчика. Для наводки он пользовался телескопическим прицелом и соосными маховиками. В передней стенке спонсонов у угла располагались установки 7,92-мм пулемётов MG-08. Такие же пулемётные установки имелись в узкой задней части спонсона, в бортах и лобовом листе отделения управления. Таким образом, общее число пулемётов составляло 6-7 штук (боекомплект — порядка 8000 патронов в лентах). Огонь из задних пулемётов должны были вести механики, основной обязанностью которых являлось наблюдение за состоянием двигателя и трансмиссии. Установка вооружения отвечала все тому же требованию кругового обстрела — в любом направлении «Колоссаль» мог сосредоточить огонь примерно равной плотности.

### Двигатель и трансмиссия
Первоначально в качестве силовой установки планировалось использовать два двигателя мощностью 200—300 л. с., но уже через некоторое время после начала работ стало ясно, что предусмотренные в проекте двигатели вообще не смогут сдвинуть танк с места. В итоге были подобраны другие двигатели, куда более мощные — два мотора «Даймлер» мощностью 650 л. с. В теории, эти двигатели должны были разогнать бронированную крепость до 7,5 км/ч, что вполне сопоставимо с английскими танками того же периода. Выхлопные трубы с глушителями и радиаторы выводились на крышу в задней части корпуса. Запас бензина составлял 3000 литров.

### Ходовая часть
Ходовая часть «Колоссаля» отличалась оригинальностью: катки с ребордами по типу железнодорожных крепились не к корпусу танка, а к тракам гусениц. Корпус по бокам был охвачен рельсовыми направляющими, по которым и «обкатывались» гусеницы. Траки собирались с помощью болтов и заклёпок. Ведущее колесо — заднего расположения. Верхние ветви гусениц с передними и задними нисходящими ветвями прикрывались бронекрышей, переходившей в изогнутые бронеэкраны.

### Дополнительное оборудование
Танк планировалось оснастить радиостанцией с дальностью действия порядка 10 км. Место радиста находилось перед двигательным отсеком.

### Экипаж танка
Изначально предполагалось, что экипаж танка будет составлять 18 человек, однако уже в процессе подготовки танка к производству выяснилось, что даже такое количество танкистов недостаточно — некому было стрелять из нескольких пулемётов. В итоге численность экипажа танка ещё больше увеличилась и составила 22 человека: командир, два водителя, радист, артиллерийский офицер, 15 артиллеристов и пулемётчиков и два механика.

## Оценка проекта
Несмотря на то, что технически «K-wagen» воплощал в себе ряд весьма оригинальных конструкторских решений, ценность его, как боевой машины, представляется очень сомнительной. Огромные размеры, огромная масса, огромный экипаж — все это делало танк крайне уязвимым и резко снижало его боевые качества. Как немецкое командование представляло себе боевое применение таких колоссов, понять довольно трудно. Очевидно, командование верило в возможность прорвать в нескольких местах фронт союзников (вспомним фантастическую «машину кайзера») с помощью подвижных крепостей или сверхтанков — идея, возникавшая в те годы во всех воюющих странах (примерами тому могут служить, скажем, французский Char 2C или русский Царь-танк).
Однако уже 18 октября 1917 года Опытное отделение Инспекции автомобильных войск признало, что танк типа «К» пригоден исключительно для позиционной войны. Действительно, по вооружению «К» представлял собой артиллерийскую и пулемётную батареи, установленные в одном «подвижном форте». Кроме того, большое мёртвое пространство в поле обзора из рубки управления было терпимо только для «позиционного» танка.
Таким образом, можно предположить, что даже в случае изготовления подобных машин, они не оказали бы существенного влияния на ход боевых действий (а скорее всего, не оказали бы вообще никакого влияния).
Но, вместе с тем, нельзя не признать, что «Kolossal-wagen» является важной вехой в истории немецкого и мирового танкостроения, как один из самых крупных танков, когда-либо воплощённых в металле.